# 乃亜 (プチモ)
乃亜 （のあ、2004年3月12日 - ）は、日本のファッションモデル。本名、堺 乃亜。愛称は「ノア」。ライジングプロダクション・ネクストモデルカレッジを経てTRUSTAR所属。

## 人物
福岡県出身。スペインと日本のハーフ。
小学4年生時に第1回ALGYご当地モデルオーディションに応募し、合格。その後5年生で第3回ニコ☆プチオーディションにて一般応募でグランプリを獲得。
モデルダンスユニット「九州な和奏」メンバー。

## 出演

### イベント
- TGC北九州2017 - ランウェイモデル
- FACo福岡アジアコレクション2018 -ランウェイモデル

### CM
- うみたまご「#日帰りバカンス編」（2018年夏）[2]
- タマホーム「走る少女編」[3]